# Relations entre le Honduras et l'Inde
Les relations entre le Honduras et l'Inde font référence aux relations internationales qui existent entre la république du Honduras et la république de l'Inde. Le haut-commissaire de l'Inde à Guatemala City est simultanément accrédité au Honduras. L'Inde dispose également d'un consul général honoraire à Tegucigalpa. En décembre 2016, le gouvernement hondurien annonce qu'il est en train d'ouvrir une ambassade à New Delhi.

## Histoire
Le ministre hondurien de la défense, Aristides Mejia Carranza, s'est rendu en Inde en avril 2008 et a tenu des réunions avec des responsables de la banque Exim et des entreprises indiennes exécutant des projets au Honduras. Le vice-ministre des affaires étrangères, Eduardo Enrique Garcia Reina, s'est rendu dans le pays en juin 2008 pour participer à la deuxième réunion des ministres des affaires étrangères de l'Inde et du système d'intégration centraméricain (SICA) à New Delhi. Au cours de cette réunion, le Honduras et l'Inde ont signé un protocole d'accord, acceptant de tenir des consultations régulières avec le ministère des affaires étrangères. La première de ces consultations a eu lieu au Honduras le 27 avril 2015. Le secrétaire spécial du ministère des affaires extérieures, R. Swaminathan, a dirigé la délégation indienne lors de cette consultation.
En mars 2011, le gouvernement hondurien a annoncé qu'il allait fermer ses ambassades dans cinq pays d'Amérique du Sud et utiliser les ressources pour ouvrir des bureaux commerciaux en Inde, à Singapour, en Chine et au Canada,,. Le ministre hondurien de l'agriculture Jacobo Regalado s'est rendu en Inde en janvier 2013, et le vice-ministre de la défense Carlos Robeto Fune a participé à Aero India 2013 à Bangalore en février. Le ministre du développement économique, Alten Rivera Montes, s'est rendu en Inde en octobre 2014 pour participer au 6e Conclave sur l'investissement Inde-ALC.

## Commerce
Le commerce bilatéral entre le Honduras et l'Inde s'est élevé à 170,96 millions de dollars US en 2015-2016, soit une baisse de 19,68 % par rapport à l'exercice précédent. L'Inde a exporté pour 155,05 millions de dollars de marchandises vers le Honduras, et en a importé pour 15,91 millions de dollars. Les principaux produits exportés par l'Inde vers le Honduras sont des extraits de tannage et de teinture, des produits en caoutchouc, du fer et de l'acier, des produits pharmaceutiques et du coton. Les principaux produits importés par l'Inde en provenance du Honduras sont des articles en fer, en acier et en aluminium. Une entreprise indo-canadienne a ouvert une usine de tricotage de fils de soie à San Pedro Sula en 2006. Plusieurs visites de délégations commerciales, d'affaires, touristiques et autres ont eu lieu entre les deux pays.